# Houlle
Houlle (flämisch: Holne) ist eine französische Gemeinde mit 1.131 Einwohnern (Stand: 1. Januar 2022) im Département Pas-de-Calais in der Region Hauts-de-France. Sie gehört zum Arrondissement Saint-Omer und zum Kanton Saint-Omer.

## Geographie
Die Gemeinde Houlle liegt im Regionalen Naturpark Caps et Marais d’Opale am gleichnamigen Flüsschen 'Houlle, der nordöstlich der Gemeinde in die Aa mündet, etwa sieben Kilometer nordwestlich von Saint-Omer. Nachbargemeinden von Houlle sind Éperlecques im Westen und Norden, Watten im Nordosten, Serques im Nordosten und Osten, Moulle im Südosten und Süden, Moringhem im Süden und Südwesten sowie Mentque-Nortbécourt im Südwesten.

## Bevölkerungsentwicklung
| Jahr                       | 1962 | 1968 | 1975 | 1982 | 1990 | 1999 | 2006 | 2013 | 2022 |
| -------------------------- | ---- | ---- | ---- | ---- | ---- | ---- | ---- | ---- | ---- |
| Einwohner                  | 564  | 657  | 575  | 650  | 864  | 917  | 951  | 1057 | 1131 |
| Quellen: Cassini und INSEE |      |      |      |      |      |      |      |      |      |

## Sehenswürdigkeiten
- Kirche Saint-Jean-Baptiste, ursprünglich aus dem 12. Jahrhundert
- Grube Saint-Bertin, Monument historique seit 1984

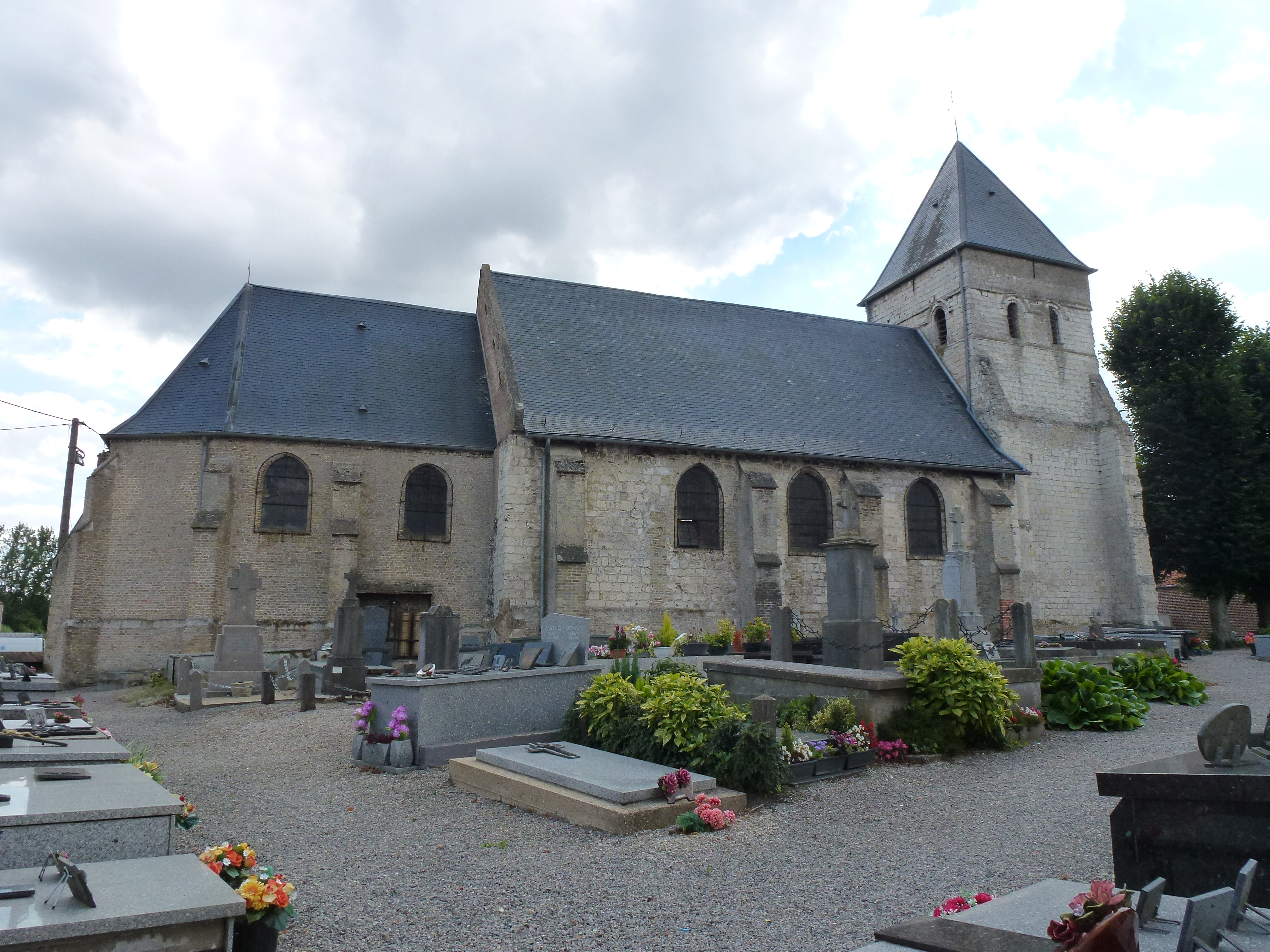
Kirche Saint-Jean-Baptiste